# Cratere Eini
Eini  è un cratere sulla superficie di Venere.